# Maria Argira
Maria Argira (anche nota come Maria Argire e Maria Argiropulina, greco antico: Μαρία Ἀργυρή o Μαρία Ἀργυροπουλίνα; ... – Venezia, 1006) è stata una principessa bizantina della dinastia degli Argiro, moglie di Giovanni Orseolo, duca di Dalmazia e co-doge di Venezia.

## Biografia
Maria Argira era una principessa bizantina della dinastia degli Argiro. Suo padre era Mariano Argiro, figlio di Romano Argiro e Agata Lecapena, figlia di Romano I Lecapeno. Era inoltre sorella di Romano III e parente di Basilio II e Costantino VIII. 
Nel giugno 1004, a Costantinopoli, nel Palazzo Iconomium, sposò Giovanni Orseolo, figlio del doge di Venezia Pietro II Orseolo e duca di Dalmazia, più tardi elevato a co-doge. In occasione del matrimonio, come parte della ricca dote di Maria, Giovanni ricevette un palazzo a Bisanzio e il titolo di patrizio. Subito dopo il matrimonio Maria rimase incinta, e prima di lasciare la città per Venezia chiese a Basilio II di donarle alcune reliquie del corpo di Santa Barbara, su cui intendeva pregare per la nascita di un figlio sano, e che sono ancora oggi conservare a Venezia. Nel 1005, Maria partorì un figlio, Basilio Orseolo. 
Maria, suo marito e suo figlio morirono tutti di peste fra il 1006 e il 1007.

## Confusione con Teodora Ducaina
Le abitudini lussuose di Maria non furono bene accolte a Venezia, tanto da attirare violente critiche, in particolare da Pietro Damiano, vescovo di Ostia, che scrisse il "De Veneti ducis uxore quae prius nimium delicata, demum toto corpore computruit" ("Della moglie del doge veneziano, il cui corpo, dopo la sua eccessiva delicatezza, è completamente marcito"): riferì che non accettava di fare il bagno in acqua comune, ma che pretendeva che venisse raccolta per lei la rugiada mattutina, che rifiutava di mangiare con le mani com'è era allora consuetudine, ma che si faceva tagliare il cibo dagli eunuchi che poi la imboccavano con una forchetta d'oro e che spendeva cifre folli per incensi, oli e profumi, e conclude sostenendo che la peste che la colpì sia stata una punizione divina . 
Tuttavia, diversi autori antichi e moderni successivamente identificarono erroneamente la destinataria di tali critiche in Teodora Ducaina, un'altra principessa bizantina divenuta dogaressa, ma vissuta mezzo secolo dopo. 